# 达罗尔德·威廉森
达罗尔德·威廉森（英語：Darold Williamson，1983年2月19日—），生於得克萨斯州圣安东尼奥，美国田径运动员。他曾获得2004年夏季奥林匹克运动会男子4×400米接力金牌。

## 外部連結
- 达罗尔德·威廉森在的頁面